# Schwedische Fußballnationalmannschaft/Weltmeisterschaften
Der Artikel beinhaltet eine ausführliche Darstellung der schwedischen Fußballnationalmannschaft bei Fußball-Weltmeisterschaften. Die schwedische Nationalmannschaft nahm erstmals bei der zweiten Weltmeisterschaft teil, deren Endrunde 1934 in Italien ausgetragen wurde, und nahm 2018 zum zwölften Mal teil. Die beste Platzierung ist der zweite Platz bei der Heim-EM 1958. Der schwedische Verband ist der erste Verband, dessen Frauen- und Männernationalmannschaft Vizeweltmeister wurde, ohne dass eine von ihnen Weltmeister werden konnte.

## Übersicht
| Jahr | Gastgeberland  | Teilnahme bis …    | Letzte(r) Gegner                  | Ergebnis        | Trainer                        | Bemerkungen und Besonderheiten |
| ---- | -------------- | ------------------ | --------------------------------- | --------------- | ------------------------------ | --- |
| 1930 | Uruguay        | nicht teilgenommen |                                   |                 |                                | |
| 1934 | Italien        | Viertelfinale      | Deutschland                       | 8.              | József Nagy                    | (Kader) |
| 1938 | Frankreich     | Spiel um Platz 3   | Brasilien                         | Vierter         | József Nagy                    | (Kader) |
| 1950 | Brasilien      | Finalrunde         | Brasilien, Uruguay, Spanien       | Dritter         | George Raynor                  | (Kader) |
| 1954 | Schweiz        | nicht qualifiziert |                                   | -               |                                | In der Qualifikation an Belgien gescheitert |
| 1958 | Schweden       | Finale             | Brasilien                         | Vizeweltmeister | George Raynor                  | Einzige Niederlage eines Ausrichters im Finale (Kader) |
| 1962 | Chile          | nicht qualifiziert |                                   | -               |                                | In der Qualifikation an der Schweiz gescheitert |
| 1966 | England        | nicht qualifiziert |                                   | -               |                                | In der Qualifikation an Deutschland gescheitert |
| 1970 | Mexiko         | Vorrunde           | Uruguay, Italien, Israel          | 9.              | Orvar Bergmark                 | (Kader) |
| 1974 | Deutschland    | Zwischenrunde      | Polen, Deutschland, Jugoslawien   | 5.              | Georg Ericson                  | (Kader) |
| 1978 | Argentinien    | Vorrunde           | Brasilien, Spanien, Österreich    | 13.             | Georg Ericson                  | (Kader) |
| 1982 | Spanien        | nicht qualifiziert |                                   | -               |                                | In der Qualifikation an Schottland und Nordirland gescheitert |
| 1986 | Mexiko         | nicht qualifiziert |                                   | -               |                                | In der Qualifikation an Deutschland und Portugal gescheitert |
| 1990 | Italien        | Vorrunde           | Brasilien, Costa Rica, Schottland | 21.             | Olle Nordin                    | (Kader) |
| 1994 | USA            | Spiel um Platz 3   | Bulgarien                         | Dritter         | Tommy Svensson                 | (Kader) |
| 1998 | Frankreich     | nicht qualifiziert |                                   |                 |                                | In der Qualifikation an Schottland und Österreich gescheitert |
| 2002 | Südkorea/Japan | Achtelfinale       | Senegal                           | 13.             | Lars Lagerbäck/Tommy Söderberg | Aus in der Verlängerung durch Golden Goal (Kader) |
| 2006 | Deutschland    | Achtelfinale       | Deutschland                       | 14.             | Lars Lagerbäck                 | (Kader) |
| 2010 | Südafrika      | nicht qualifiziert |                                   |                 |                                | In der Qualifikation an Dänemark und Portugal gescheitert |
| 2014 | Brasilien      | nicht qualifiziert |                                   |                 |                                | In den Playoff-Spielen der Qualifikation an Portugal gescheitert. |
| 2018 | Russland       | Viertelfinale      | England                           | 7.              | Janne Andersson                | In der Qualifikation wurde Schweden in einer Gruppe mit Frankreich, der Niederlande, Bulgarien, Belarus und Luxemburg Gruppenzweiter und setzte sich in den Playoffs der Gruppenzweiten gegen Ex-Weltmeister Italien durch. (Kader) |
| 2022 | Katar          | nicht qualifiziert |                                   |                 |                                | In der Qualifikation scheiterten die Schweden in den Play-offs an Polen. |

Statistik (Angaben inkl. 2022: 22 Weltmeisterschaften; Prozentangaben sind gerundet)

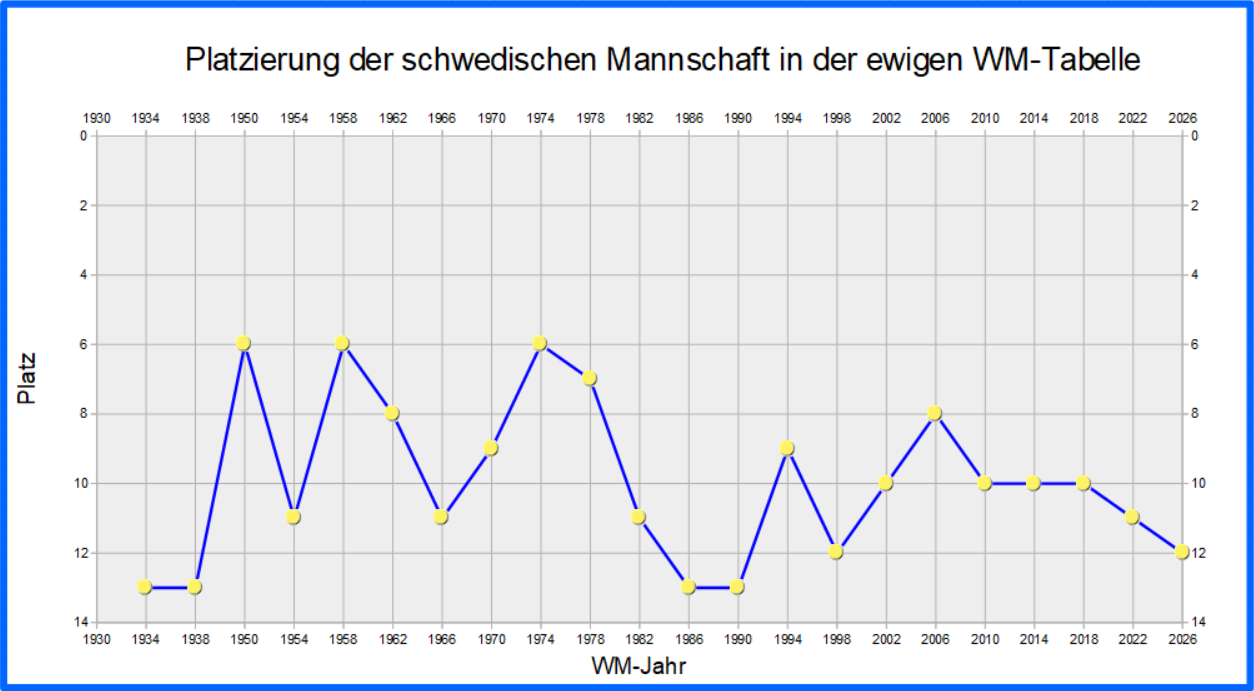
Platzierung der schwedischen Mannschaft in der ewigen WM-Tabelle

- Teilnahmeverzicht: 1 × (4,5 %; 1930)
- Nicht qualifiziert: 9 × (40,9 %; 1954, 1962, 1966, 1982, 1986, 1998, 2010, 2014 und 2022)
- Sportliche Qualifikation: 11 × (50 % bzw. bei 55 % der Versuche)
- Teilnahme ohne Qualifikation (als Gastgeber): 1 × (4,5 %; 1958)
  - Vorrunde: 3 × (13,6 %; 1970, 1978, 1990)
  - Achtelfinale: 2 × (9 %; 2002, 2006)
  - Viertelfinale und 2. Finalrunde mit 8 Mannschaften: 3 × (13,6 %; 1934, 1974, 2018)
  - Spiel um Platz 3:
    - Vierter: 1 × (4,5 %; 1938)
    - Dritter: 2 × (9 %; 1950, 1994)

  - Finale:
    - Vizeweltmeister: 1 × (4,5 %; 1958)

## WM-Turniere

### 1930 in Uruguay
Wie die meisten europäischen Mannschaften nahm auch die schwedische nicht an der ersten WM teil.

### 1934 in Italien
Für die erste WM in Europa mussten sich die Schweden durch zwei Spiele gegen den Litauen und Estland qualifizieren, die weiteren Spiele fanden nicht statt und wurden mit 2:0 für Schweden gewertet. In Italien traf Schweden im Achtelfinale auf Vizeweltmeister Argentinien und gewann mit 3:2. Im Viertelfinale wurde gegen Deutschland mit 1:2 verloren.

### 1938 in Frankreich
Für die erste WM in Frankreich konnte sich Schweden zusammen mit Deutschland gegen erneut Estland und Finnland qualifizieren. Dabei hatten Deutschland, Finnland und Schweden je zwei Heimspiele und ein Auswärtsspiel, während Estland dreimal auswärts antreten musste. Gegen Estland und Finnland wurde daheim gewonnen und in Deutschland verloren, die Niederlage konnte aber verschmerzt werden. Im Achtelfinale wäre Schweden auf Österreich getroffen, das aber nach dem Anschluss an das Deutsche Reich keine eigene Mannschaft mehr stellte. So kam Schweden kampflos ins Viertelfinale und traf dort auf Kuba, das überraschend Rumänien in zwei Spielen ausgeschaltet hatte. Das 8:0 gegen die Kubaner ist bis heute der höchste schwedische WM-Sieg und wurde erst 16 Jahre später von Ungarn beim 9:0 über Südkorea überboten. Im Halbfinale waren dann die Ungarn zu stark und Schweden unterlag mit 1:5. Auch das Spiel um Platz 3 gegen Brasilien wurde verloren und nach dem 2:4 kehrte Schweden als WM-Vierter heim.

### 1950 in Brasilien

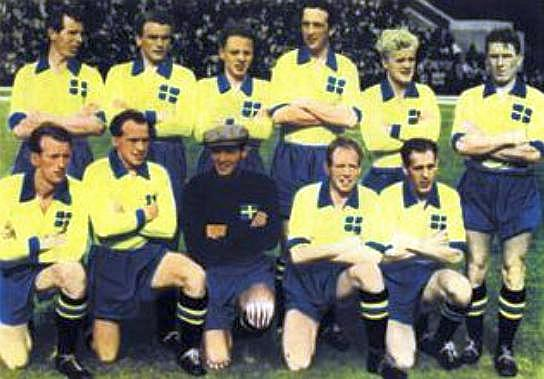
Die Mannschaft bei der WM 1950

Für die Qualifikation zur zweiten WM in Südamerika sollte Schweden gegen Finnland und Irland antreten. Gegen Irland wurde zweimal mit 3:1 gewonnen und Finnland im ersten Spiel mit 8:1 besiegt. Da Finnland zum letzten Spiel gegen Schweden nicht mehr antrat, wurden alle Spiele der Finnen aus der Wertung genommen. Als Sieger gegen Irland reiste Schweden nach Brasilien und traf dort auf Titelverteidiger Italien sowie Paraguay. Nach einem 3:2 gegen Italien, das durch den Flugunfall von Superga geschwächt war, und dem 2:2 gegen die Südamerikaner erreichte Schweden die nur bei dieser WM durchgeführte Finalrunde der besten vier Mannschaften. Dort verlor Schweden gleich das erste Spiel gegen Südamerikameister und Gastgeber Brasilien mit 1:7 und auch gegen Uruguay wurde mit 2:3 verloren. Das letzte Spiel gegen Spanien, das quasi ein Spiel um Platz 3 war, wurde mit 3:1 gewonnen, so dass Schweden die WM als Dritter beendete.

### 1954 in der Schweiz
Für die Fußball-Weltmeisterschaft 1954 konnte Schweden sich erstmals nicht qualifizieren. In der Gruppe mit Belgien und erneut Finnland konnte nur das Heimspiel gegen Finnland gewonnen werden. Das Rückspiel endete remis und beide Spiele gegen Belgien wurden verloren. Belgien qualifizierte sich für die WM und schied dort in der Vorrunde aus.

### 1958 in Schweden

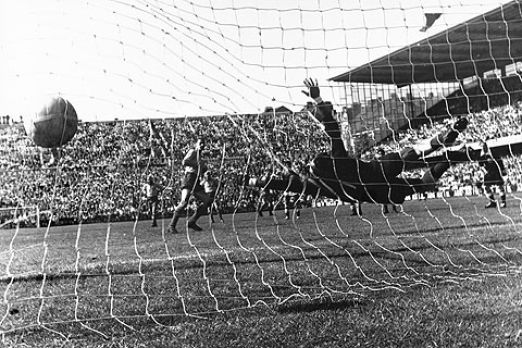
Liedholm erzielt das 2:0 im Eröffnungsspiel gegen Mexiko

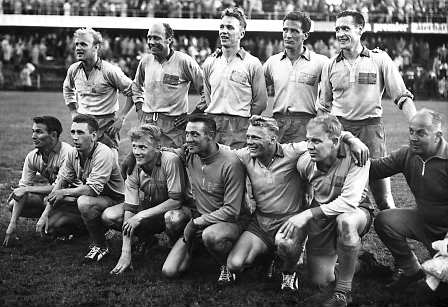
Die schwedische Mannschaft nach dem Halbfinale gegen Deutschland

Für die Fußball-Weltmeisterschaft 1958 musste sich Schweden nicht qualifizieren, da man als Gastgeber automatisch qualifiziert war. In der Vorrunde waren Mexiko (3:0), Vizeweltmeister Ungarn (2:1) und WM-Neuling Wales (0:0) die Gegner. Im Viertelfinale profitierte Schweden dann vom Modus, denn die Mannschaft des WM-Neulings Sowjetunion, gegen die Schweden 1954 und 1955 in Freundschaftsspielen mit 0:7 und 0:6 verloren hatte, musste ein zusätzliches Entscheidungsspiel gegen England bestreiten, um das Viertelfinale zu erreichen, und Schweden gewann mit 2:0. Im Halbfinale war dann Titelverteidiger Deutschland der Gegner und wurde mit 3:1 besiegt, so dass erstmals das Finale erreicht wurde. In diesem war Brasilien zu stark und zum bis heute einzigen Mal verlor der Gastgeber ein WM-Finale. Das 5:2 ist zudem das höchste Finalergebnis. Der zweite Platz ist aber bis dato die beste Platzierung der schwedischen Mannschaft. Geführt wurde die Mannschaft von fünf in Italien tätigen Spielern, von denen Nils Liedholm ebenso wie der noch in Schweden spielende Gunnar Gren schon beim Olympiasieg 1948 in der Mannschaft standen. Mit George Raynor hatte erstmals ein ausländischer Trainer eine Mannschaft ins Finale geführt, was 4 Jahre bzw. 20 Jahre später nochmals den Österreichern Rudolf Vytlačil und Ernst Happel mit der tschechoslowakischen bzw. niederländischen Mannschaft gelang.

### 1962 in Chile
Zur Qualifikation für die dritte WM in Südamerika wurde die schwedische Mannschaft in eine Gruppe mit der Schweiz und Belgien gelost. Schweden und die Schweiz gewannen beide Spiele gegen Belgien und die Heimspiele gegeneinander, so dass beide am Ende 6:2 Punkte hatten. Da das bessere Torverhältnis der Schweden nicht berücksichtigt wurde, gab es ein Entscheidungsspiel in West-Berlin, das die Schweiz mit 2:1 gewann und damit zur WM fahren konnte.

### 1966 in England
Auch vier Jahre später misslang die Qualifikation. Diesmal war Deutschland zu stark. Zwar wurde beim Auswärtsspiel in West-Berlin ein 1:1 erreicht und beide Spiele gegen den anderen Gruppengegner Zypern konnten gewonnen werden, da aber das Heimspiel gegen Deutschland mit dem erstmals eingesetzten Franz Beckenbauer verloren wurde, reisten die Deutschen nach England und Lennart Nyman wurde von Orvar Bergmark als Nationaltrainer abgelöst.

### 1970 in Mexiko
Nach zwei verpassten Qualifikationen konnten sich die Schweden wieder qualifizieren. In einer Gruppe mit Frankreich und Norwegen wurde der Nachbar zweimal besiegt und Frankreich einmal. Die Niederlage in Frankreich konnte verschmerzt werden, da die Franzosen ihr erstes Heimspiel gegen Norwegen verloren hatten. Bei der Endrunde in Mexiko traf Schweden im Auftaktspiel auf Europameister Italien und verlor mit 0:1. Mit diesem einen Tor wurde Italien Gruppensieger. Da Schweden zwar zum Abschluss ebenfalls mit 1:0 gegen Südamerikameister Uruguay gewann, aber gegen WM-Neuling Israel nur ein 1:1 erzielte, wurde nur der dritte Tabellenplatz erreicht und erstmals die Vorrunde nicht überstanden. Nationaltrainer Orvar Bergmark gab daraufhin sein Amt auf.

### 1974 in der Bundesrepublik Deutschland

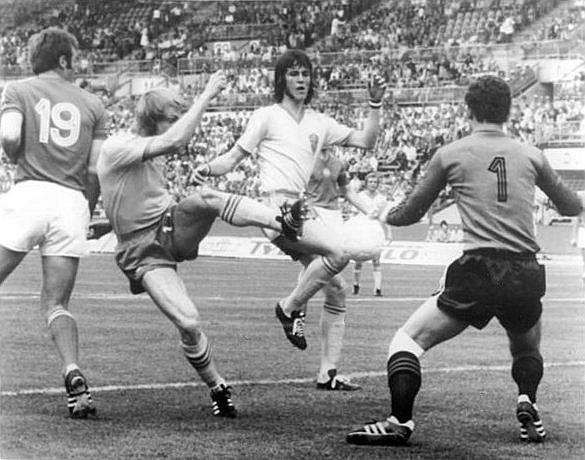
Szene aus dem ersten Gruppenspiel gegen Bulgarien

Für die erste WM in Deutschland konnte sich Schweden Qualifikation in einer Gruppe mit Österreich, Ungarn und Malta qualifizieren, benötigte diesmal aber ein Entscheidungsspiel gegen Österreich, nachdem beide Spiele gegen Ungarn remis geendet hatten und gegen Österreich je ein Spiel gewonnen und verloren worden war und auch Ungarn und Österreich sich zweimal remis getrennt hatten, hatten alle drei Mannschaften 8:4 Punkte, aber Schweden und Österreich die gleiche Tordifferenz von +7, während Ungarn eine Tordifferenz von nur +5 hatte. Das Entscheidungsspiel in Gelsenkirchen konnte Schweden mit 2:1 gewinnen.
Für die 1. Finalrunde der WM wurde Schweden in eine Gruppe mit den Niederlanden, Bulgarien und Uruguay gelost. Nach torlosen Remis gegen die beiden europäischen Mannschaften reichte ein 3:0 gegen Ex-Weltmeister Uruguay, um als Gruppenzweiter in die zweite Finalrunde einzuziehen. Hier wurde im ersten Spiel gegen die Überraschungsmannschaft aus Polen mit 0:1 verloren. In einem Regenspiel in Düsseldorf wurde anschließend gegen den Gastgeber mit 2:4 verloren. Das abschließende 2:1 gegen Jugoslawien hatte dann nur statistischen Wert.

### 1978 in Argentinien
Für die vierte WM in Südamerika musste sich Schweden in einer Gruppe mit Norwegen und der Schweiz auseinandersetzen. Nachdem die ersten drei Spiele gewonnen worden waren, war die Qualifikation nach der abschließenden Niederlage in Norwegen noch einmal gefährdet. Da aber Norwegen das letzte Spiel in der Schweiz verlor, für die dies der einzige Punktgewinn war, hatte sich Schweden qualifiziert. In Argentinien waren Brasilien (1:1), Österreich (0:1) und Spanien (0:1) die Gegner und mit dem vierten Platz wurde der Einzug in die zweite Finalrunde verpasst und für 12 Jahre die WM-Bühne verlassen.

### 1982 in Spanien
Auch wenn es durch die Aufstockung des Teilnehmerfeldes auf 24 Mannschaften theoretisch leichter war, sich für die Endrunde zu qualifizieren, misslang dies den Schweden. In einer sehr ausgeglichenen Gruppe mit Schottland, Nordirland, Portugal und Israel wurde nur der dritte Platz belegt. Für Schweden begann die Qualifikation mit zwei Remis gegen Israel, einer Heimniederlage gegen Schottland und einer Niederlage in Nordirland. Danach wurden dann zwar alle Spiele mit Ausnahme des Rückspiels in Schottland gewonnen, die beiden britischen Mannschaften hatten am Ende aber mehr Punkte und fuhren zur WM nach Spanien.

### 1986 in Mexiko
Erneut scheiterte Schweden in der Qualifikation. Diesmal waren Deutschland und Portugal stärker und lediglich die Tschechoslowakei und Malta konnten auf die hinteren Plätze verwiesen werden. Zwar konnte die Heimniederlage gegen Portugal im Rückspiel wett gemacht werden, in Deutschland und der Tschechoslowakei wurde aber verloren und daheim gegen Deutschland nur remis gespielt. So fehlte am Ende ein Punkt, um statt Portugal Gruppenzweiter zu werden, das der bereits qualifizierten deutschen Mannschaft die erste Niederlage in einem WM-Qualifikationsspiel beibrachte.

### 1990 in Italien
Für die zweite WM in Italien konnte sich Schweden zusammen mit England, gegen das zweimal 0:0 gespielt wurde, qualifizieren und dabei Polen sowie Albanien ausschalten. In Italien traf Schweden im Auftaktspiel wieder einmal auf Südamerikameister Brasilien und verlor mit 1:2. Mit dem gleichen Ergebnis wurde gegen Schottland und WM-Neuling Costa Rica verloren, so dass Schweden erstmals ohne Punktgewinn ausschied. Nationaltrainer Olle Nordin gab daraufhin sein Amt auf.

### 1994 in den Vereinigten Staaten
Für die WM in den USA qualifizierten sich die Schweden unter Tommy Svensson in einer Sechsergruppe zusammen mit Bulgarien vor Frankreich, Österreich, Finnland und Israel. In den USA trafen die Schweden zunächst auf Kamerun (2:2), dann WM-Neuling Russland (3:1) und zum Abschluss wieder auf Dauer-WM-Gegner Brasilien (1:1). Im Achtelfinale wurde WM-Neuling Saudi-Arabien mit 3:1 besiegt und im Viertelfinale musste, nachdem das Spiel gegen Rumänien nach 120 Minuten 2:2 gestanden hatte, das Elfmeterschießen bemüht werden. Dabei setzte sich Schweden mit 5:4 durch und traf im Halbfinale erneut auf Brasilien, wo mit 0:1 verloren wurde. Im kleinen Finale wurde dann die Überraschungsmannschaft aus Bulgarien mit 4:0 und der bis heute höchsten Tordifferenz im Spiel um Platz 3 besiegt.

### 1998 in Frankreich
Für die zweite WM in Frankreich konnten sich die Schweden nicht qualifizieren und mussten Österreich und Schottland den Vortritt lassen. Lediglich Lettland, Estland und Belarus waren schwächer. Entscheidend war dabei, dass beide Spiele gegen Österreich mit 0:1 verloren wurden.

### 2002 in Japan und Südkorea
Vier Jahre später gelang dagegen die Qualifikation für die erste WM in Asien. Zusammen mit der Türkei, die sich in den Playoffs gegen Österreich durchsetzte, wurden die Slowakei, Mazedonien, Moldau und Aserbaidschan ausgeschaltet und nur drei Gegentore in 10 Spielen zugelassen.
Bei der Auslosung der Endrundengruppen wurden die Schweden in eine sogenannte „Todesgruppe“ mit England, Argentinien und Nigeria gelost. Nach einem 1:1 im Auftaktspiel gegen England gelang ein 2:1 gegen Nigeria und mit dem abschließenden 1:1 gegen Argentinien, wodurch diese ausschieden, wurden die Schweden sogar Gruppensieger. Im Achtelfinale war dann WM-Neuling Senegal der Gegner, der in seiner Gruppe überraschend Titelverteidiger Frankreich ausgeschaltet hatte. Nachdem es nach 90 Minuten 1:1 gestanden hatte, gewannen die Senegalesen durch ein Golden Goal und Schweden schied zum ersten Mal im Achtelfinale aus.

### 2006 in Deutschland

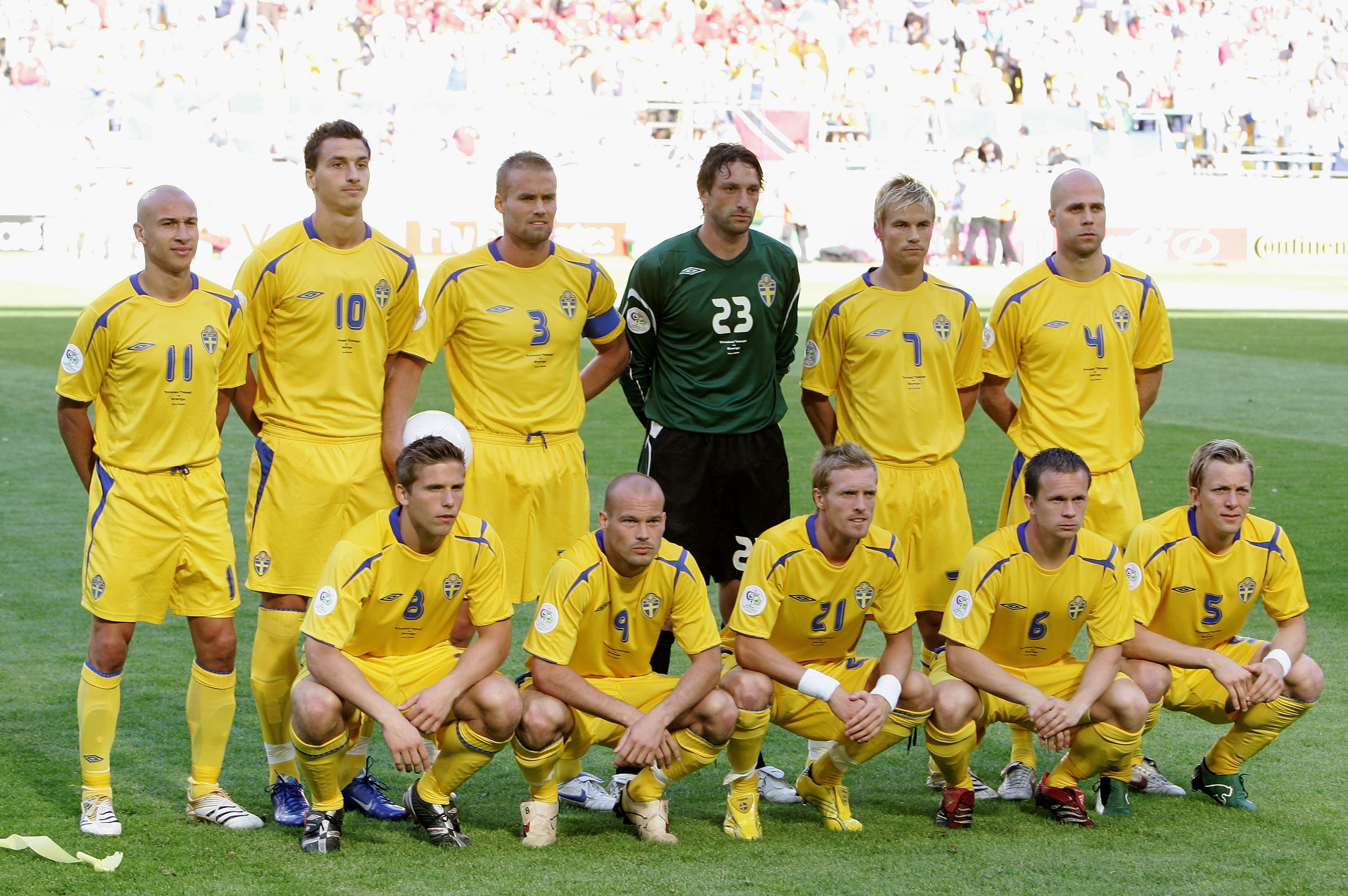
Die schwedische Mannschaft vor dem Spiel gegen Trinidad & Tobago

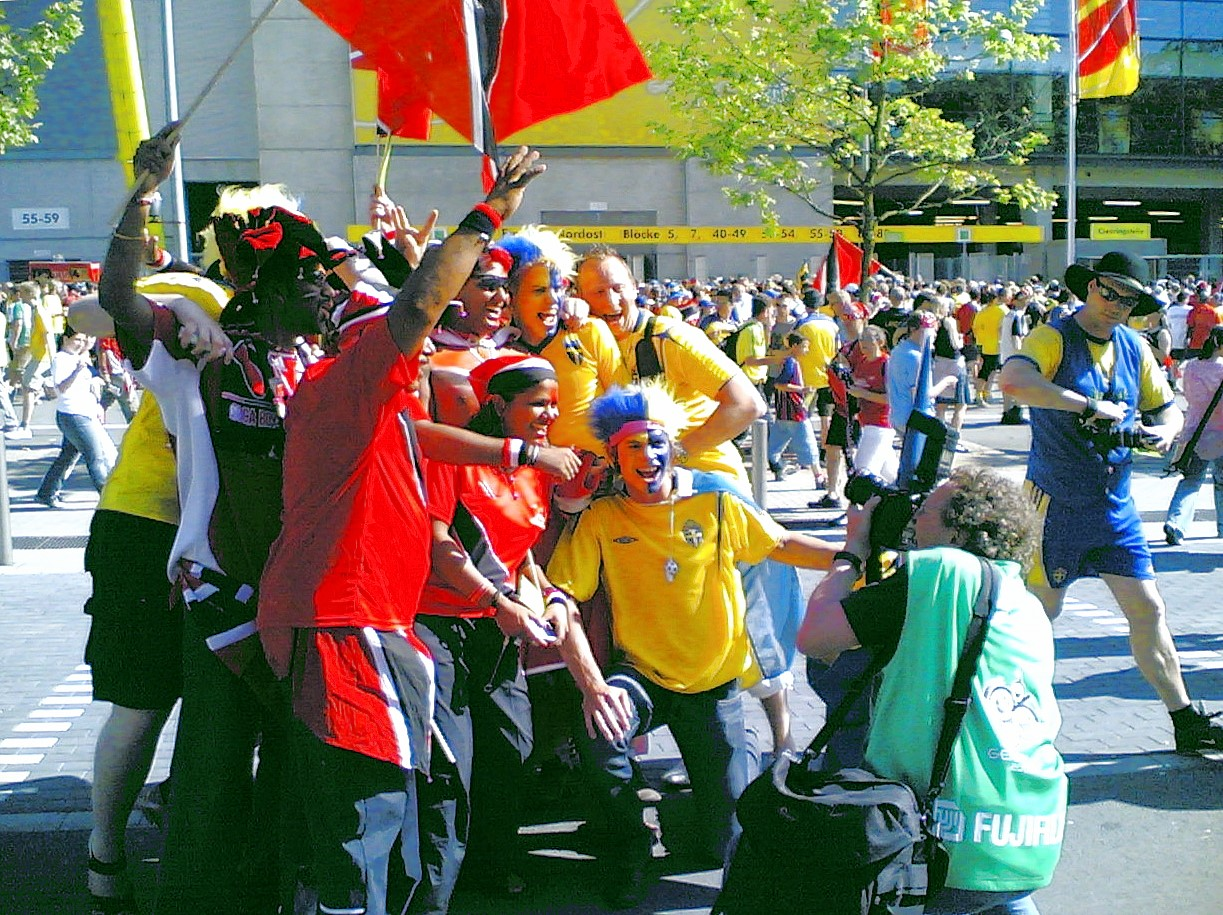
Fans aus Schweden und Trinidad & Tobago

Für die zweite WM in Deutschland konnten sich die Schweden als einer der beiden besten Gruppenzweiten qualifizieren. In der Gruppe wurde punktgleich mit Kroatien trotz der besseren Tordifferenz der zweite Platz belegt, da beide Spiele gegen Kroatien verloren wurden. Alle anderen Spiele gegen Bulgarien, Ungarn, Island und Malta wurden aber gewonnen.
In Deutschland begann die WM unglücklich. Beim Aufwärmen zum Auftaktspiel gegen WM-Neuling Trinidad & Tobago verletzte sich Stammtorhüter Andreas Isaksson und musste durch Ersatztorhüter Rami Shaaban ersetzt werden. Dieser kassierte zwar kein Tor, aber seinen Mitspielern gelang gegen den Ersatztorhüter des Gegners – dessen Stammtorhüter hatte sich ebenfalls beim Aufwärmen verletzt – auch kein Tor. Im zweiten Spiel – Isaksson war wieder einsatzfähig – wurde Paraguay vor 72.000 Zuschauern – darunter ca. 50.000 Schweden – mit 1:0 besiegt, so dass im abschließenden Spiel gegen die vom Schweden Sven-Göran Eriksson trainierten Engländer ein 2:2 reichte, um als Gruppenzweiter ins Achtelfinale zu ziehen. Dort war Gastgeber Deutschland der Gegner und eine von Beginn an entfesselt aufspielende deutsche Mannschaft ging schnell durch zwei Tore von Lukas Podolski mit 2:0 in Führung. Mitte der ersten Halbzeit wurde dann auch noch Teddy Lučić mit Gelb-Roter Karte in die Kabine geschickt, so dass Schweden 55 Minuten mit 10 Spielern spielen musste. Nachdem Henrik Larsson zu Beginn der zweiten Halbzeit einen Elfmeter vergeben hatte, schwanden die letzten Hoffnungen, zumal die deutsche Mannschaft weiter Druck machte und nur Torwart Andreas Isaksson eine höhere Niederlage verhindern konnte. Mit dieser Niederlage verabschiedete sich Schweden für mindestens 12 Jahre von der WM-Bühne.

### 2010 in Südafrika
Für die erste WM in Afrika konnte sich Schweden nicht qualifizieren. In einer Gruppe mit Dänemark, Portugal, Ungarn und Albanien und Malta wurde nur der dritte Platz belegt. Verspielt wurde die Qualifikation quasi schon im ersten Spiel durch ein 0:0 in Albanien. Zwei weitere torlose Spiele gegen Portugal folgten und beide Spiele gegen Dänemark wurden mit 0:1 verloren. Zwar nahmen sich die anderen Mannschaften auch noch gegenseitig Punkte ab, die Siege gegen Ungarn, Malta und Albanien reichten dann aber nicht mal für den Relegationsplatz. Nach der verpassten Qualifikation trat Lars Lagerbäck als Nationaltrainer zurück, Nachfolger wurde Erik Hamrén.

### 2014 in Brasilien

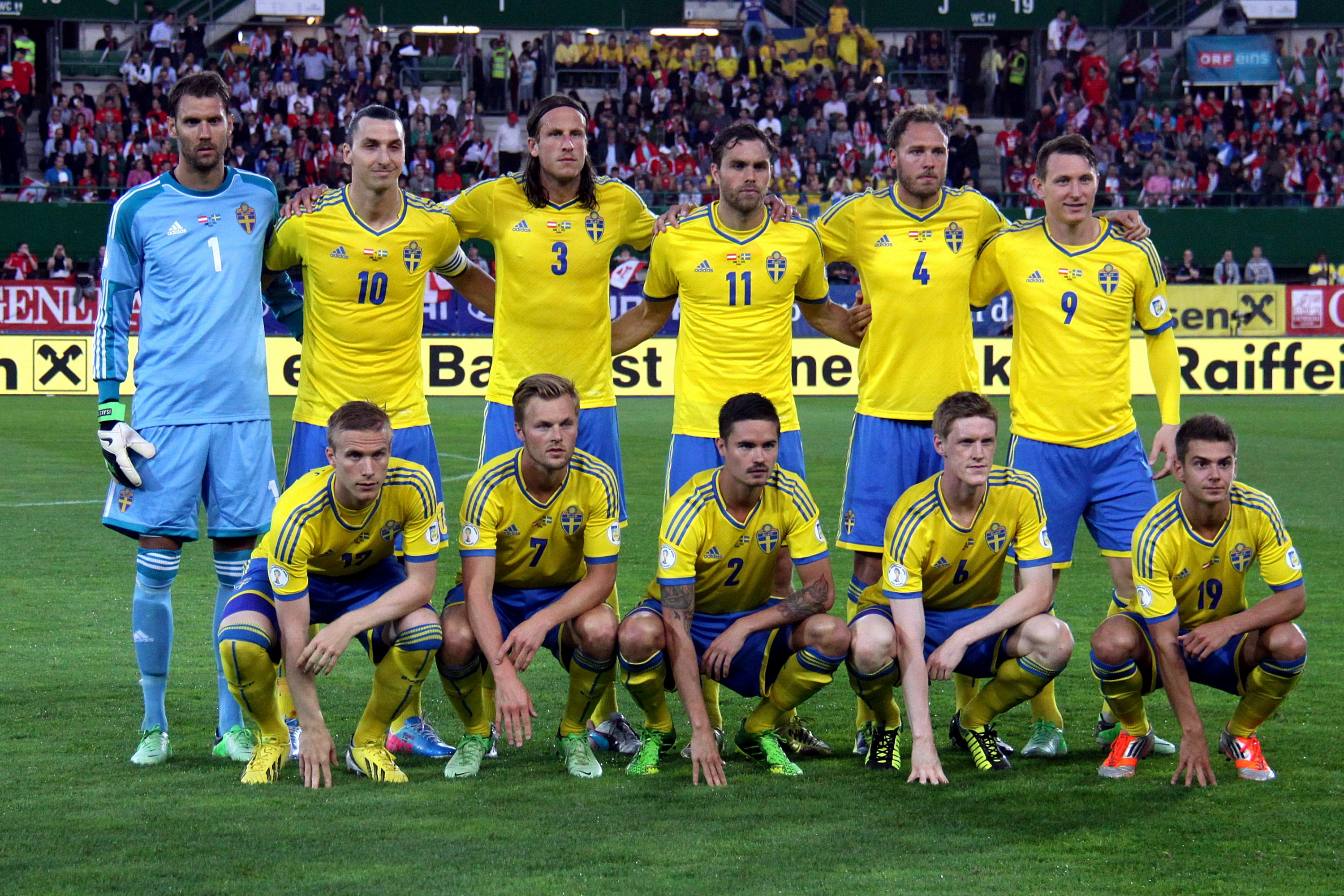
Die schwedische Mannschaft vor dem WM-Qualifikationsspiel am 7. Juni 2013 gegen Österreich.

Auch für die zweite WM in Brasilien konnte sich Schweden nicht qualifizieren. Zwar wurde in der Qualifikation der zweite Platz hinter dem späteren Weltmeister Deutschland belegt – gesichert durch ein 2:1 gegen Österreich – und gegen Deutschland in zwei Spielen sieben Tore erzielt – einmal sogar vier Tore nach 0:4-Rückstand, aber keins davon gewonnen. Irland, Kasachstan und die Färöer hatten mit der Entscheidung wenig zu tun. In der Relegation schaltete der Portugiese Cristiano Ronaldo die Schweden dann quasi im Alleingang aus, indem er in beiden Spielen vier Tore erzielte, während dem schwedischen Kapitän Zlatan Ibrahimović nur zwei Tore gelangen.

### 2018 in Russland
In der Qualifikation, die im September 2016 begann, trafen die Schweden auf den WM-Dritten Niederlande, Vizeeuropameister Frankreich, Bulgarien, Belarus und Luxemburg. Die Schweden mussten in der Qualifikation ohne Ibrahimović bestehen, der nach dem Vorrundenaus bei der EM 2016 ebenso wie Nationaltrainer Erik Hamrén zurückgetreten war. Nach der Hälfte der Spiele mit drei Siegen, einem Remis gegen die Niederländer und einer Niederlage in Frankreich lagen die nun von Janne Andersson trainierten Schweden auf dem zweiten Platz. In die Rückrunde starteten sie mit einem 2:1-Heimsieg gegen Frankreich, der durch ein Tor in der dritten Minute der Nachspielzeit erreicht wurde. Damit lagen sie dank der besseren Tordifferenz auf Platz 1 vor den punktgleichen Franzosen. Im nächsten Auswärtsspiel verloren sie aber mit 2:3 in Bulgarien und gaben die Führung wieder an die Franzosen ab, die diese dann trotz eines torlosen Remis gegen Luxemburg bis zum Ende behaupteten. Schweden konnte aber durch ein 8:0 gegen Luxemburg im vorletzten Spiel die Tordifferenz soweit erhöhen, das sie trotz einer 0:2-Niederlage im letzten Spiel in den Niederlanden Platz 2 vor den dann punktgleichen Niederländern behaupteten und in die Playoffs der Gruppenzweiten einzogen. Dort trafen sie auf Italien. Nach einem 1:0-Heimsieg durch das erste Länderspieltor des vier Minuten zuvor eingewechselten Jakob Johansson reichte ein torloses Remis im Rückspiel um die Endrunde zu erreichen.
Wie in den Playoffspielen gegen Italien, vertrauten die Schweden auch in Russland auf ihre stabile Abwehr. Im Auftaktspiel sorgte Kapitän Andreas Granqvist durch einen verwandelten Foulelfmeter dafür, dass gegen Südkorea mit 1:0 gewonnen wurde. Gegen Titelverteidiger Deutschland brachte Ola Toivonen die Schweden in der 32. Minute in Führung. In der 48. Minute mussten sie aber den Ausgleich und in der fünften Minute der Nachspielzeit trotz Überzahl noch das 1:2 hinnehmen. Durch ein 3:0 nach torloser erster Halbzeit gegen Mexiko wurde Schweden Gruppensieger, da Deutschland im Parallelspiel gegen Südkorea verloren hatte. So vermieden sie es im Achtelfinale auf Rekordweltmeister Brasilien zu treffen, Gegner war dann die Schweiz, gegen die mit 1:0 gewonnen wurde. Im Viertelfinale gegen Ex-Weltmeister England hielt die Abwehr nur 30 Minuten das 0:0, dann mussten sie den ersten Gegentreffer hinnehmen, nach einem weiteren Gegentreffer in der zweiten Halbzeit war das Viertelfinal-Aus besiegelt.

### 2022 in Katar
In der Qualifikation trafen die Schweden auf Spanien, Griechenland, Georgien und das Kosovo. Gegen Spanien, gegen das schon zweimal bei WM-Turnieren aber nie in der Qualifikation gespielt wurde und auf das die Schweden in der Gruppenphase der EM 2021 trafen, gab es erst drei Siege bei fünf Remis und sieben Niederlagen. Gegen Griechenland war die Bilanz ebenfalls noch negativ mit einem Sieg bei der EM 2008, dem einzigen Pflichtspiel gegen die Griechen, drei Remis und zwei Niederlagen. Gegen Georgien gab es zuvor noch kein Spiel und gegen das Kosovo nur ein gewonnenes Freundschaftsspiel. Die Schweden starteten im März 2021 mit zwei Siegen gegen Georgien (1:0) und im Kosovo (3:0). Im September gewannen sie dann das Heimspiel gegen Spanien, gegen das sie bei der EM ein torloses Remis erreicht hatten, mit 2:1. Mit 1:2 verloren sie dann wenige Tage später in Griechenland, konnten dann aber die Heimspiele gegen das Kosovo (3:0) und Griechenland (2:0) gewinnen. Am vorletzten Spieltag verloren sie mit 0:2 in Georgien, da Griechenland aber parallel gegen Spanien verlor, war den Schweden der zweite Platz vor dem letzten Spiel sicher. In diesem kam es zum Gruppenfinale in Spanien, wobei den Spaniern ein Remis zum Gruppensieg reichte, die Schweden aber einen Sieg benötigten. Bis zur 86 Minute blieb es torlos, dann gelang den Spaniern ein Tor und da auch der in der 73. Minute eingewechselte Zlatan Ibrahimović ohne Torerfolg blieb, mussten die Schweden in die Play-offs. Hier hatten sie im März zunächst Heimrecht gegen Tschechien und gewannen mit 1:0. Im Finale mussten sie nach Polen, dass dieses kampflos erreicht hatte. Denn nach dem russischen Überfall auf die Ukraine im Februar 2022 entschieden sich Polen, Schweden und Tschechien, nicht gegen Russland antreten zu wollen. Die FIFA beschloss daraufhin „erste Sofortmaßnahmen“. Demnach hätten alle Heimspiele Russlands auf neutralem Boden ausgetragen werden müssen, der russische Fußballverband hätte nicht mehr unter dem Namen „Russland“ antreten dürfen, sondern hätte auf „russischer Fußballverband (RFU)“ ausweichen müssen und bei Spielen wäre weder die russische Flagge gezeigt noch die russische Hymne gespielt worden. Der Präsident des polnischen Fußballverbands, Cezary Kulesza, bezeichnete die FIFA-Sanktionen als „inakzeptabel“ und betonte, dass man kein Spiel gegen Russland bestreiten werde, ganz egal, wie die russische Mannschaft heiße. Am 28. Februar 2022 schlossen die FIFA und UEFA die russischen Nationalmannschaften und Vereine aus allen Wettbewerben aus. Polen zog somit kampflos in das Finale des Wegs B ein. In Polen verloren die Schweden dann mit 0:2. Durch die Nichtqualifizierung fielen die Schweden letztlich aus den Top 10 der ewigen Rangliste, da sie mit Belgien die Plätze tauschten.

### 2026 in Kanada, Mexiko und USA
In der Qualifikation treffen die Schweden ab September 2025 auf die Schweiz, Slowenien und das Kosovo.

## Spieler

### Rangliste der schwedischen WM-Spieler mit den meisten Einsätzen
01. Henrik Larsson: 13 Einsätze bei 3 Turnieren
02. Bo Larsson, Kalle Svensson: 11 Einsätze bei 2 bzw. 3 (Larsson) Turnieren
04. Tomas Brolin, Ronnie Hellström, Klas Ingesson, Roland Nilsson, Björn Nordqvist, Thomas Ravelli: 10 Einsätze bei 2 bzw. 3 (Hellström, Nordqvist) Turnieren

### Rangliste der schwedischen WM-Spieler mit den meisten Toren
01. Kennet Andersson und Henrik Larsson – je 5 Tore
03. Tomas Brolin, Martin Dahlin, Ralf Edström, Kurt Hamrin und Agne Simonsson – je 4 Tore

### WM-Kapitäne
- 1934: Nils Rosén
- 1938: Tore Keller, Kurt Svanström (Spiel um Platz 3)
- 1950: Erik Nilsson
- 1958: Nils Liedholm, Bengt Gustavsson (3. Spiel)
- 1970: Björn Nordqvist, Tommy Svensson (2. Spiel)
- 1974: Bo Larsson, Björn Nordqvist (letztes Spiel)
- 1978: Björn Nordqvist
- 1990: Glenn Hysén
- 1994: Jonas Thern
- 2002: Johan Mjällby
- 2006: Olof Mellberg
- 2018: Andreas Granqvist

### Bei Weltmeisterschaften gesperrte Spieler
- 1994: Martin Dahlin erhielt im zweiten Gruppenspiel gegen Russland die zweite gelbe Karte und war für das letzte Gruppenspiel gegen Brasilien gesperrt. Stefan Schwarz erhielt im Viertelfinale gegen Rumänien die Gelb-Rote Karte und war für das Halbfinale gesperrt. Jonas Thern erhielt in diesem die Rote Karte und war für das Spiel um Platz 3 gesperrt.
- 2006: Teddy Lučić erhielt im Achtelfinale gegen Deutschland zunächst die zweite gelbe Karte und dann die Gelb-Rote Karte. Da Schweden ausschied, hatte sie wie die zweite gelbe Karte für Marcus Allbäck keinen weiteren Effekt.
- 2018: Sebastian Larsson war nach der zweiten gelben Karte im dritten Gruppenspiel für das Achtelfinale gegen die Schweiz gesperrt. Mikael Lustig ist nach der zweiten gelben Karte, die er im Achtelfinale erhielt, für das Viertelfinale gesperrt.

### Anteil der im Ausland spielenden Spieler im WM-Kader
Schweden setzte bei der Heim-WM 1958 erstmals Legionäre ein, was insbesondere in den deutschen Medien vor und nach dem Halbfinalspiel gegen Deutschland kritisiert wurde. In den 1990er Jahren stieg die Zahl der Legionäre stark an, sodass diese bei den letzten Teilnahmen die Mehrheit im Kader stellten und aus einer Vielzahl von Ländern kamen. 2018 gehörte Schweden zu den zwei Mannschaften ohne Spieler aus der heimischen Liga. Dabei wurden Spieler aus zwölf Ligen berücksichtigt.
| Jahr (Spiele) | Anzahl (Länder) | Spieler (Einsätze) |
| ------------- | --- | --- |
| 1934 bis 1950 | 0 | |
| 1958          | 5 (Italien) | Bengt Gustavsson (6), Kurt Hamrin (5), Nils Liedholm (5), Arne Selmosson (1), Lennart Skoglund (6) |
| 1970 (3)      | 3 (1 in Belgien, 1 in den Niederlanden, 1 in der Schweiz) | Kurt Axelsson (3); Ove Kindvall (3); Ove Grahn (2) |
| 1974 (6)      | 7 (4 in Deutschland, 2 in den Niederlanden, 1 in der Schweiz) | Ronnie Hellström (6), Benno Magnusson (4), Roland Sandberg (6), Conny Torstensson (5); Ralf Edström (6), Björn Nordqvist (5); Ove Grahn (6) |
| 1978 (3)      | 6 (4 in Deutschland, 1 in Frankreich, 1 in der Schweiz) | Hans Borg (3), Ronnie Hellström (3), Lennart Larsson (3), Benny Wendt (3); Anders Linderoth (3); Conny Torstensson (1) |
| 1990 (3)      | 11 (2 in England, 1 in Frankreich, 2 in Italien, 2 in den Niederlanden, 2 in Portugal, 2 in der Schweiz) | Glenn Hysén (2), Roland Nilsson (3); Johnny Ekström (2); Anders Limpar (2), Glenn Strömberg (3); Peter Larsson (3), Stefan Pettersson (3); Mats Magnusson (1), Jonas Thern (2); Mats Gren (1), Roger Ljung (1) |
| 1994 (7)      | 12 (2 in Deutschland, 2 in England, 1 in Frankreich, 2 in Italien, 2 in den Niederlanden, 1 in Portugal, 1 in der Schweiz, 1 in der Türkei)                                                                     | Patrik Andersson (7), Martin Dahlin (5); Anders Limpar (1), Roland Nilsson (7); Kennet Andersson (7); Tomas Brolin (7), Jonas Thern (5); Henrik Larsson (5), Stefan Schwarz (6); Klas Ingesson (7); Håkan Mild (5); Roger Ljung (6) |
| 2002 (4)      | 20 (4 in Dänemark, 1 in Deutschland, 6 in England, 2 in Frankreich, 1 in Italien, 3 in den Niederlanden, 2 in Schottland, 1 in Spanien)                                                                         | Tomas Antonelius (0), Mattias Jonson (2), Magnus Kihlstedt (0), Magnus Svensson (4); Andreas Jakobsson (4); Niclas Alexandersson (4), Magnus Hedman (4), Tobias Linderoth (4), Freddie Ljungberg (2), Olof Mellberg (4), Anders Svensson (4); Pontus Farnerud (0), Michael Svensson (0); Daniel Andersson (0); Marcus Allbäck (4), Erik Edman (0), Zlatan Ibrahimović (2); Henrik Larsson (4), Johan Mjällby (4); Patrik Andersson (0)                              |
| 2006 (4)      | 17 (1 in Belgien, 4 in Dänemark, 1 in Deutschland, 2 in England, 3 in Frankreich, 1 in Griechenland, 1 in Italien, 2 in den Niederlanden, 1 in Norwegen, 1 in Spanien)                                          | Christian Wilhelmsson (4); Marcus Allbäck (4), John Alvbåge (0), Johan Elmander (2), Tobias Linderoth (4); Fredrik Stenman (0); Freddie Ljungberg (4), Olof Mellberg (4); Erik Edman (0), Andreas Isaksson (3), Kim Källström (4); Mikael Nilsson (0); Zlatan Ibrahimović (3); Petter Hansson (1), Markus Rosenberg (0); Rami Shaaban (1); Henrik Larsson (4) |
| 2018 (5)      | 23 (1 in Belgien, 1 in Dänemark, 3 in Deutschland, 5 in England, 3 in Frankreich, 4 in Italien, 2 Russland, 1 in Schottland, 1 in Spanien, 1 in den Vereinigten Arabischen Emiraten, 1 den Vereinigten Staaten) | Isaac Kiese Thelin (4); Robin Olsen (5); Ludwig Augustinsson (5), Albin Ekdal (5), Emil Forsberg (5); Pontus Jansson (2), Sebastian Larsson (4), Victor Lindelöf (4), Kristoffer Nordfeldt, Martin Olsson (2); Jimmy Durmaz (1), Karl-Johan Johnsson, Ola Toivonen (5); Filip Helander, Oscar Hiljemark (2), Emil Krafth (2), Marcus Rohdén; Viktor Claesson (5), Andreas Granqvist (5); Mikael Lustig (4); John Guidetti (2); Marcus Berg (5); Gustav Svensson (3) |

## Spiele
Schweden bestritt bisher 51 WM-Spiele. Davon wurden je 19 gewonnen und 19 verloren, 13 endeten remis. Zweimal mussten Remis-Spiele verlängert werden, da ein Sieger ermittelt werden musste. Dabei wurde ein Spiel in der Verlängerung durch Golden Goal verloren und ein Spiel im Elfmeterschießen gewonnen.
Schweden nahm einmal als Gastgeber 1958 am Eröffnungsspiel teil. Schweden hatte bisher sechs Heimspiele und musste dreimal gegen den Gastgeber antreten: 1950 in der Finalrunde, 1974 in der 2. Finalrunde, 2006 im Achtelfinale.
Schweden verlor viermal (1950, 1958, 1974, 1994) gegen den späteren Weltmeister, zudem gelang 1994 in der Vorrunde ein 1:1 gegen den späteren Weltmeister.
Bisher spielten die Schweden zweimal gegen den Titelverteidiger, 1950 und 2018 in der Vorrunde.
Die Schweden trafen zehnmal auf WM-Neulinge: 1934 (als man selber Neuling war)/Deutschland, 1938/Kuba, 1958/Wales und Sowjetunion, 1970/Israel, 1990/Costa Rica, 1994/Russland und Saudi-Arabien, 2002/Senegal, 2006/Trinidad und Tobago.
Häufigste letzte Gegner: Brasilien, Deutschland und Spanien – je zweimal
Schweden spielte bisher in 35 WM-Städten, am häufigsten in Solna (5 ×) und Düsseldorf (4 ×).
Nur bei der Heim-WM 1958 (2 ×) und 2018 konnten die Schweden zwei aufeinanderfolgende WM-Spiele gewinnen.
| Alle WM-Spiele |            |                     |                     |   |                        |                  |                                                                                                |
| Nr.            | Datum      | Ergebnis            | Gegner              |   | Austragungsort         | Anlass           | Bemerkung                                                                                      |
| 1              | 27.05.1934 | 3:2                 | Argentinien         | * | Bologna (ITA)          | Achtelfinale     | Erstes Länderspiel gegen Argentinien Erstes Länderspiel gegen eine südamerikanische Mannschaft |
| 2              | 31.05.1934 | 1:2                 | Deutsches Reich     | * | Mailand (ITA)          | Viertelfinale    |                                                                                                |
| 3              | 12.06.1938 | 8:0                 | Kuba                | * | Antibes (FRA)          | Viertelfinale    | Erstes Länderspiel gegen Kuba                                                                  |
| 4              | 16.06.1938 | 1:5                 | Ungarn              | * | Paris (FRA)            | Halbfinale       |                                                                                                |
| 5              | 19.06.1938 | 2:4                 | Brasilien           | * | Bordeaux               | Spiel um Platz 3 | Erstes Länderspiel gegen Brasilien                                                             |
| 6              | 25.06.1950 | 3:2                 | Italien (TV)        | * | São Paulo (BRA)        | Vorrunde         |                                                                                                |
| 7              | 29.06.1950 | 2:2                 | Paraguay            | * | Curitiba (BRA)         | Vorrunde         | Erstes Länderspiel gegen Paraguay                                                              |
| 8              | 09.07.1950 | 1:7                 | Brasilien           | A | Rio de Janeiro (BRA)   | Finalrunde       | Höchste Niederlage gegen Brasilien                                                             |
| 9              | 13.07.1950 | 2:3                 | Uruguay             | * | São Paulo (BRA)        | Finalrunde       | Erstes Länderspiel gegen Uruguay                                                               |
| 10             | 16.07.1950 | 3:1                 | Spanien             | * | São Paulo (BRA)        | Finalrunde       |                                                                                                |
| 11             | 08.06.1958 | 3:0                 | Mexiko              | H | Solna                  | Vorrunde         | Erstes Länderspiel gegen Mexiko Höchster Sieg gegen Mexiko                                     |
| 12             | 12.06.1958 | 2:1                 | Ungarn              | H | Solna                  | Vorrunde         |                                                                                                |
| 13             | 15.06.1958 | 0:0                 | Wales               | H | Solna                  | Vorrunde         | Erstes Länderspiel gegen Wales                                                                 |
| 14             | 19.06.1958 | 2:0                 | Sowjetunion         | H | Solna                  | Viertelfinale    |                                                                                                |
| 15             | 24.06.1958 | 3:1                 | BR Deutschland      | H | Göteborg               | Halbfinale       | Schlacht von Göteborg                                                                          |
| 16             | 29.06.1958 | 2:5                 | Brasilien           | H | Solna                  | Finale           |                                                                                                |
| 17             | 03.06.1970 | 0:1                 | Italien             | * | Toluca (MEX)           | Vorrunde         |                                                                                                |
| 18             | 07.06.1970 | 1:1                 | Israel              | * | Toluca (MEX)           | Vorrunde         |                                                                                                |
| 19             | 10.06.1970 | 1:0                 | Uruguay             | * | Puebla (MEX)           | Vorrunde         |                                                                                                |
| 20             | 15.06.1974 | 0:0                 | Bulgarien           | * | Düsseldorf (BRD)       | 1. Finalrunde    |                                                                                                |
| 21             | 19.06.1974 | 0:0                 | Niederlande         | * | Dortmund (BRD)         | 1. Finalrunde    |                                                                                                |
| 22             | 23.06.1974 | 3:0                 | Uruguay             | * | Düsseldorf (BRD)       | 1. Finalrunde    | Höchster Sieg gegen Uruguay                                                                    |
| 23             | 26.06.1974 | 0:1                 | Polen               | * | Stuttgart (BRD)        | 2. Finalrunde    |                                                                                                |
| 24             | 30.06.1974 | 2:4                 | BR Deutschland      | A | Düsseldorf (BRD)       | 2. Finalrunde    |                                                                                                |
| 25             | 03.07.1974 | 2:1                 | Jugoslawien         | * | Düsseldorf (BRD)       | 2. Finalrunde    |                                                                                                |
| 26             | 03.06.1978 | 1:1                 | Brasilien           | * | Mar del Plata (ARG)    | 1. Finalrunde    |                                                                                                |
| 27             | 07.06.1978 | 0:1                 | Österreich          | * | Buenos Aires (ARG)     | 1. Finalrunde    |                                                                                                |
| 28             | 11.06.1978 | 0:1                 | Spanien             | * | Buenos Aires (ARG)     | 1. Finalrunde    |                                                                                                |
| 29             | 10.06.1990 | 1:2                 | Brasilien           | * | Turin (ITA)            | Vorrunde         |                                                                                                |
| 30             | 16.06.1990 | 1:2                 | Schottland          | * | Genua (ITA)            | Vorrunde         |                                                                                                |
| 31             | 20.06.1990 | 1:2                 | Costa Rica          | * | Genua (ITA)            | Vorrunde         | Erstes Länderspiel gegen Costa Rica                                                            |
| 32             | 19.06.1994 | 2:2                 | Kamerun             | * | Los Angeles (USA)      | Vorrunde         | Erstes Länderspiel gegen Kamerun                                                               |
| 33             | 24.06.1994 | 3:1                 | Russland            | * | Detroit (USA)          | Vorrunde         |                                                                                                |
| 34             | 28.06.1994 | 1:1                 | Brasilien           | * | Detroit (USA)          | Vorrunde         |                                                                                                |
| 35             | 03.07.1994 | 3:1                 | Saudi-Arabien       | * | Dallas (USA)           | Achtelfinale     | Höchster Sieg gegen Saudi-Arabien                                                              |
| 36             | 10.07.1994 | 2:2 n. V. 5:4 i. E. | Rumänien            | * | San Francisco (USA)    | Viertelfinale    |                                                                                                |
| 37             | 13.07.1994 | 0:1                 | Brasilien           | * | Los Angeles (USA)      | Halbfinale       |                                                                                                |
| 38             | 16.07.1994 | 4:0                 | Bulgarien           | * | Los Angeles (USA)      | Spiel um Platz 3 |                                                                                                |
| 39             | 02.06.2002 | 1:1                 | England             | * | Saitama (JPN)          | Vorrunde         |                                                                                                |
| 40             | 07.06.2002 | 2:1                 | Nigeria             | * | Kōbe (JPN)             | Vorrunde         |                                                                                                |
| 41             | 12.06.2002 | 1:1                 | Argentinien         | * | Miyagi (JPN)           | Vorrunde         |                                                                                                |
| 42             | 16.06.2002 | 1:2 n. V.           | Senegal             | * | Ōita (JPN)             | Achtelfinale     | Erstes Länderspiel gegen den Senegal Niederlage durch Golden Goal                              |
| 43             | 10.06.2006 | 0:0                 | Trinidad und Tobago | * | Dortmund (DEU)         | Gruppenspiel     |                                                                                                |
| 44             | 15.06.2006 | 1:0                 | Paraguay            | * | Berlin (DEU)           | Gruppenspiel     |                                                                                                |
| 45             | 20.06.2006 | 2:2                 | England             | * | Köln (DEU)             | Gruppenspiel     |                                                                                                |
| 46             | 24.06.2006 | 0:2                 | Deutschland         | A | München (DEU)          | Achtelfinale     |                                                                                                |
| 47             | 18.06.2018 | 1:0                 | Südkorea            | * | Nischni Nowgorod (RUS) | Gruppenspiel     |                                                                                                |
| 48             | 23.06.2006 | 1:2                 | Deutschland (TV)    | * | Sotschi (RUS)          | Gruppenspiel     |                                                                                                |
| 49             | 27.06.2018 | 3:0                 | Mexiko              | * | Jekaterinburg (RUS)    | Gruppenspiel     |                                                                                                |
| 50             | 03.07.2018 | 1:0                 | Schweiz             | * | Sankt Petersburg (RUS) | Achtelfinale     |                                                                                                |
| 51             | 07.07.2018 | 0:2                 | England             | * | Samara (RUS)           | Viertelfinale    |                                                                                                |

### Höchste Siege und Niederlagen
Die schwedische Mannschaft erzielte ihre höchsten Siege gegen folgende Länder bei WM-Turnieren:
- Argentinien: Achtelfinale 1934 3:2 (einziger Sieg gegen Argentinien)
- Kuba: Viertelfinale 1938 8:0 (einziges Spiel gegen Kuba)
- Mexiko: Vorrunde 1958 und 2018 jeweils 3:0
- Paraguay: Vorrunde 2006 1:0 (einziger Sieg gegen Paraguay)
- Saudi-Arabien: Achtelfinale 1994 3:1
- Spanien: Finalrunde 1950 3:1 (zudem ein 3:1 in einem Freundschaftsspiel und ein 2:0 in der EM-Qualifikation)
- Uruguay: 1. Finalrunde 1974 3:0

Gegen folgende Länder kassierte die schwedische Mannschaft ihre höchsten Niederlagen bei WM-Turnieren:
- Brasilien: Finalrunde 1950 1:7
- Costa Rica: Vorrunde 1990 1:2 (einzige Niederlage gegen Costa Rica)
- Senegal: Achtelfinale 2002 1:2 n. V. (einziges Spiel gegen den Senegal)
- Uruguay: Finalrunde 1950 2:3 (einzige Niederlage gegen Uruguay)

## Rekorde
(Stand 7. Juli 2018)

### Mannschaft
- Die meisten Turniertore bei einem Turnier: 1994 - 15 in 7 Spielen
- Die häufigsten Paarungen in den Endrunden: Schweden – Brasilien (7 Spiele: 5 Siege für Brasilien, 2 Unentschieden) und Deutschland – Argentinien
- Das torreichste Finale: Schweden – Brasilien 2:5 am 29. Juni 1958
- Höchster Sieg in einem Viertelfinale: Schweden – Kuba 8:0 - 1938
- Höchster Sieg in einem Spiel um Platz 3: Schweden – Bulgarien 4:0 - 1994
- Erster Sieg gegen einen Titelverteidiger: 1950 Schweden – Italien 3:2
- Erstes WM-Qualifikationsspiel: Schweden – Estland 6:2 am 11. Juni 1933

### Spieler
- Der Schwede Erik Nilsson und der Schweizer Alfred Bickel sind die einzigen Spieler, die vor (1938) und nach (1950) dem Zweiten Weltkrieg WM-Spiele bestritten.
- Drei schwedische Spieler erzielten WM-Jubiläums-Tore:
  - 0200. Tor: Harry Andersson – den 8:0-Endstand im Viertelfinalspiel gegen Kuba am 12. Juni 1938
  - 1400. Tor: Johnny Ekström – das 1:0 bei der 1:2-Vorrundenniederlage gegen Costa Rica am 20. Juni 1990
  - 2000. Tor: Marcus Allbäck – das 1:1 beim 2:2 in der Vorrunde gegen England am 20. Juni 2006

### Trainer
- Schweden erreichte als erste Mannschaft mit einem ausländischen Trainer das Finale: der Engländer George Raynor coachte Schweden 1958.

### Negativrekorde
- Die meisten Gegentore bei einem Turnier: 1950 – 15 in 5 Spielen
- Höchste Niederlage in der Finalrunde der besten Vier (nur 1950): Schweden – Brasilien 1:7 – gleichzeitig höchste Niederlage gegen einen Gastgeber
- Höchste Niederlage im Finale: 1958, Schweden – Brasilien 2:5
- Einziger Gastgeber, der ein Endspiel verloren hat.
- Einzige europäische Mannschaft, die in Europa ein Endspiel gegen eine südamerikanische Mannschaft verloren hat